# Beverley Craven
Beverley Craven (Srí Lanka, Colombo, 1963. július 28. –) brit énekes-dalszerző. Legismertebb száma a Promise Me című dala, amely 1991-ben az Egyesült Királyság Top 40-es slágerlistáján a harmadik helyet érte el. Legutóbbi, Close to Home című albuma 2009-ben jelent meg. Pályafutása során eddig több mint 4 millió lemezt adott el.

## Életrajz

### Kezdeti évek
Beverley Craven, bár brit nemzetiségű, Srí Lankán született, miután apja az idő tájt a Kodak cég kirendeltségében dolgozott az ázsiai szigetországban. Két évvel később a család visszatért Hertfordshire-be, ahol Craven 7 évesen elkezdett zongoraleckéket venni, főként anyja ösztönzéséra, aki klasszikus hegedűs volt. Iskoláit művészeti irányban folytatta, s már fiatalon fellépett különféle együttesek tagjaként londoni vendéglátóhelyeken, és már ebben az időben írt dalokat is. Korai zenei élményei közül Kate Bush zenéje volt az, amely leginkább meghatározónak bizonyult a számára. Mindemellett tízes éveiben versenyszerűen úszott is, több helyi és országos úszóversenyen vett részt az Egyesült Királyságban.
18 és 22 éves kora közt számos kísérletet tett arra, hogy olyan zenészeket találjon, akikkel szívesen zenélne együtt, mígnem 22 évesen úgy döntött, hogy egymaga próbál érvényesülni, mint zongorista-énekes és dalszövegíró. Miután egy rövid ideig együtt turnézott Bobby Womack soulénekessel, elkészítette első demófelvételeit, és sikerült szerződést kötni az Epic Records kiadóval.

### Debütáló albuma
1988 novemberében Los Angelesbe küldték, hogy dolgozzon együtt ottani dalszerzőkkel és szerezzen minél több gyakorlatot bárokban és éttermekben történő szereplés terén. Ottani tapasztalatai nem voltak meggyőzőek a számára, sőt inkább megerősítették abban, hogy egyedül akar dalokat írni. Ennek ellenére Los Angelesben tette az első kísérletet debütáló albumának rögzítésére, amely végül 1990 júliusában jelent meg, Beverley Craven címmel. Bár kezdetben, az Egyesült Királyságban nem keltett fel különösebb figyelmet, Európában hamar elfogadottságra talált.
Hazájában első sikerét 1991 áprilisában érte el, amikor az újból kiadott Promise Me című dala a harmadik helyezést érte el az Egyesült Királyság slágerlistáin, s ezzel pályafutása legnagyobb slágere lett. Ez a siker ugyancsak a harmadik helyezés eléréséig segítette debütáló albumát is az Egyesült Királyságban, ahol a lemez több mint egy évig a slágerlistákon maradt, és végül dupla platinalemez lett az országban. Az album világszerte több mint 1,2 millió példányban kelt el. A lemez két másik száma is megjelent kislemezként az album népszerűsítése érdekében (Holding On és Woman to Woman), s ezek bár kevésbé voltak sikeresek, de ugyancsak segítettek az eladási lendület fenntartásában. 1992 februárjában a Brit Awards versenyen megnyerte a legjobb brit újonc díjat, s egy hónappal később életet adott első gyermekének, Mollie-nak.

### Love Scenes
1992-ben Beverley Craven, miközben az anyaságot élvezte, sokat foglalkozott második albumának felvételével is. A Love Scenes című lemez végül 1993 szeptemberében jelent meg, és legjobb slágerlista-helyezése a negyedik hely lett, bár összességében jóval kevésbé volt sikeres, mint a debütáló album, mindössze 13 hetet töltött a listákon. Erről az albumról is három szám jelent meg kislemezként, a Love Scenes, a lányának írott Mollie’s Song és az ABBA The Winner takes it all számának feldolgozása, de ezek csak kisebb slágerek lettek, egyedül a címadó dal került be az Egyesült Királyság legjobb 40 dala közé. Az albumhoz kapcsolódóan 1993-ban Beverley elvállalt egy 12 fellépéses koncertturnét, a következő karácsonykor pedig telt házas előadása volt a Royal Albert Hallban.

### Mixed Emotions
Craven pályájában ezután öt év szünet következett – közben két újabb lánya született –, és csak 1999-ben jelent meg ismét a zenei életben harmadik albumával, amelyet saját házi stúdiójában vett fel. Az album az Egyesült Királyságban a 46. helyet érte el és két hetet töltött a slágerlistákon. A lemez legismertebb dalát (I Miss You azonban a kiadó csak promóként volt hajlandó kiadni, a kereskedelmi megjelentetését megtagadta, ezért az énekesnő otthagyta az Epic Recordsot és egy időre visszavonult a zeneipartól is.

### 2000-es évek
2004-ben a The Very Best of Beverley Craven válogatásalbum megjelentetésével Beverley megpróbált visszatérni a zenei életbe, s a lemez népszerűsítése érdekében jó néhány élő koncertmegjelenést is vállalt, de röviddel azután mellrákot diagnosztizáltak nála. Kezelései sikerrel jártak, ezt követően 2006-ban visszatért a színpadra, és több turnét is tett a következő években. 2009 márciusában újabb albumot adott ki Close to Home címmel, melyet teljesen egyedül írt és készített el. A lemez kiadója is a saját kiadócége volt, kezdetben csak a honlapján és koncerteken árulta, de még ebben az évben online kereskedelmi forgalomba is került. 2010-ben egy koncert DVD-t is kiadott, Live In Concert címmel, és egy énekeskönyvet is megjelentetett, négy lemezének legkedveltebb dalaiból.

## Magánélete
Beverley Craven 1991-ben ismerkedett meg Colin Campsie brit énekes-dalszerzővel és 1993-ban megházasodtak, jelenleg azonban már nem élnek együtt. Három lányuk született: Mollie (1992), Brenna (1995) és Connie (1996). Mollie 2012 februárjában részvételt vállalt egy tévés játékshowban, ez alkalommal Beverley Craven is fellépett Promise Me című dalával.

## Diszkográfia

### Albumok
| Év   | Album                                   | Brit albumlista | Lemezkiadó    |
| ---- | --------------------------------------- | --------------- | ------------- |
| 1990 | Beverley Craven                         | 3               | Columbia      |
| 1993 | Love Scenes                             | 4               | Epic          |
| 1999 | Mixed Emotions                          | 46              | Epic          |
| 2004 | The Very Best of Beverley Craven        | -               | Epic          |
| 2005 | Legends                                 | -               | Epic          |
| 2009 | Close to Home                           | -               | Campsie Music |
| 2011 | Promise Me: The Best Of Beverley Craven | -               | Sony          |

### Videók
- Memories (1992)
- Live In Concert (2010)

## Fordítás
- Ez a szócikk részben vagy egészben  a   Beverley Craven című angol Wikipédia-szócikk fordításán alapul.  Az eredeti cikk szerkesztőit annak laptörténete sorolja fel. Ez a jelzés csupán a megfogalmazás eredetét és a szerzői jogokat jelzi, nem szolgál a cikkben szereplő információk forrásmegjelöléseként.